# Krišovská Liesková
Krišovská Liesková est un village de Slovaquie situé dans la région de Košice.

## Histoire
Première mention écrite du village en 1321.
La localité fut annexée par la Hongrie après le premier arbitrage de Vienne le 2 novembre 1938. À la libération, la commune a été réintégrée dans la Tchécoslovaquie reconstituée.
Le hameau de Krížany était une commune autonome en 1938. Il comptait 579 habitants en 1938 dont 56 juifs. Elle faisait partie du district de Veľké Kapušany (hongrois : Nagykaposi járás). Le nom de la localité avant la Seconde Guerre mondiale était Mokča-Krisov/Mokcsa-Kerész. Durant la période 1938 -1945, le nom hongrois Mokcsakerész était d'usage.
Le hameau de Liesková était une commune autonome en 1938. Il comptait 403 habitants en 1938 dont 34 juifs. Elle faisait partie du district de Veľké Kapušany (hongrois : Nagykaposi járás). Le nom de la localité avant la Seconde Guerre mondiale était Mogyorós. Durant la période 1938 -1945, le nom hongrois Ungmogyorós était d'usage.

## Démographie

### Évolution de la population
| Année:               | 1994. | 2004.   | 2014.   | 2024.   |
| -------------------- | ----- | ------- | ------- | ------- |
| Nombre de personnes: | 818   | 877     | 930     | 942     |
| Différence:          |       | +7,21 % | +6,04 % | +1,29 % |

| Année:               | 2023. | 2024.   |
| -------------------- | ----- | ------- |
| Nombre de personnes: | 936   | 942     |
| Différence:          |       | +0,64 % |

## Politique
| Nom            | Parti politique | Date de l'élection | Fin du mandat |
| -------------- | --------------- | ------------------ | ------------- |
| Július Tamaška | SDKÚ-DS         | 02.12.2006         | Déc. 2010     |